# شعار إستونيا
شعار إستونيا الحالي عبارة عن درع ذهبي عليه ثلاثة أسود حراسة لونهم أزرق سماوي، محاطًا بإكليل من أوراق السنديان. تم تقليد هذا الشعار من شعار الدنمارك التي حكمت شمال إستونيا في القرن الثالث عشر.
اعتمد برلمان جمهورية إستونيا المستقلة شعار إستونيا بشكل رسمي في 19 يونيو 1925.
ولكن، تم حظر الشعار رسميًا بعد احتلال الاتحاد السوفياتي لبولندا في عام 1940، واستبداله بالشعار السوفياتي. وقام المسئولون السوفييت باضطهاد وسجن أي شخص يستخدم شعار إستونيا أو ألوانها الوطنية.
وبعد الاستقلال الذي تحقق أخيرا في 7 أغسطس 1990، صدر قانون ينظم شعار الدولة في 6 أبريل 1993.